# Vinež
Vinež (italijansko Vines) je primestno naselje mesta Labin v vzhodni Istri na Hrvaškem. Upravno spada pod Istrsko županijo.

## Zgodovina
Najstarejši predel Vineža je zaselek Štembergovo selo oz. Bohkovo selo, današnji Vinež pa obsega tudi novejše zaselke Ladenci, Viškovići, Kolcić breg in druge. Kraj se je pričel razvijati z odprtjem rudniškega jaška, enega od rudnikov v sklopu podjetja Istarski ugljenokopi Raša, leta 1879. Rudarji na Vinežu so sprožili najbolj znan rudarski upor na tem območju: 2. marca 1921 se je skupina rudarjev zbrala na glavnem trgu (po dogodku poimenovanem Krvova placa) in odpravila v Labin, kar je pripeljalo do nastanka Labinske republike, nasilno zatrte po enem mesecu. Leta 1928 je rudniški jašek prenehal delovati.
Danes je Vinež del labinske aglomeracije; v njem delujejo podjetniška cona, podružnična osnovna šola, vrtec, kulturni dom, medžlis, nogometno igrišče, športno in otroško igrišče ter balinišče.

## Demografija
Vinež, popis 1991; skupaj: 1.048
| Pregled števila prebivalcev po letih | Pregled števila prebivalcev po letih | Pregled števila prebivalcev po letih | Pregled števila prebivalcev po letih | Pregled števila prebivalcev po letih | Pregled števila prebivalcev po letih | Pregled števila prebivalcev po letih | Pregled števila prebivalcev po letih | Pregled števila prebivalcev po letih | Pregled števila prebivalcev po letih | Pregled števila prebivalcev po letih | Pregled števila prebivalcev po letih | Pregled števila prebivalcev po letih | Pregled števila prebivalcev po letih | Pregled števila prebivalcev po letih | Pregled števila prebivalcev po letih | Pregled števila prebivalcev po letih |
| ------------------------------------ | ------------------------------------ | ------------------------------------ | ------------------------------------ | ------------------------------------ | ------------------------------------ | ------------------------------------ | ------------------------------------ | ------------------------------------ | ------------------------------------ | ------------------------------------ | ------------------------------------ | ------------------------------------ | ------------------------------------ | ------------------------------------ | ------------------------------------ | ------------------------------------ |
| 1857                                 | 1869                                 | 1880                                 | 1890                                 | 1900                                 | 1910                                 | 1921                                 | 1931                                 | 1948                                 | 1953                                 | 1961                                 | 1971                                 | 1981                                 | 1991                                 | 2001                                 | 2011                                 | 2021                                 |
| 0                                    | 0                                    | 159                                  | 373                                  | 425                                  | 465                                  | 0                                    | 0                                    | 984                                  | 922                                  | 955                                  | 1150                                 | 911                                  | 1048                                 | 1163                                 | 1219                                 | 1172                                 |